# 纤穗爵床
纤穗爵床（学名：Leptostachya wallichii）是爵床科纤穗爵床属的植物。分布于中南半岛、泰国、印度以及中国大陆的海南、广西、广东等地，生长于海拔950米至1,600米的地区，多生长于热带雨林以及山地森林中，目前尚未由人工引种栽培。

## 别名
穗序钟花草（中国高等植物图鉴）